# David Souter

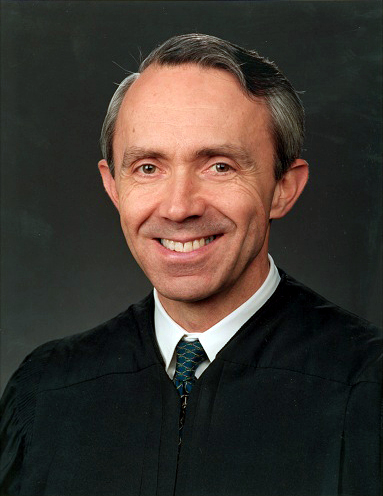
David Souter (undatiert)

David Hackett Souter (* 17. September 1939 in Melrose, Massachusetts; † 8. Mai 2025 in Concord, New Hampshire) war ein US-amerikanischer Jurist. Er war von 1990 bis 2009 Richter am Obersten Gerichtshof der Vereinigten Staaten (Supreme Court). Seine Nachfolgerin ist Sonia Sotomayor.

## Werdegang
Souter kam in Melrose, Massachusetts als einziges Kind des Investmentbankers Joseph A. Souter und dessen Frau Helen Hackett Souter zur Welt. Er besuchte die Concord High School und studierte anschließend an der Harvard University Philosophie. Für seinen Bachelor of Arts schrieb er eine Arbeit über Oliver Wendell Holmes Jr., den berühmten Richter am Supreme Court. 1961 schloss er sein Studium in Harvard magna cum laude als Mitglied der Verbindung Phi Beta Kappa ab. Als Empfänger eines Rhodes-Stipendiums besuchte er das Magdalen College an der englischen Oxford University, wo er 1963 als Master der Rechtswissenschaft promoviert wurde. Schließlich besuchte er die Harvard Law School, die er 1966 abschloss.
Nach dem Studium arbeitete Souter von 1966 bis 1968 als Anwalt bei Orr and Reno in Concord, New Hampshire. 1968 begann er seine Karriere im öffentlichen Dienst als assistierender Staatsanwalt für Kriminalfälle des Staates New Hampshire. 1971 wurde er von Oberstaatsanwalt Warren Rudman zu seinem Stellvertreter bestimmt und folgte ihm 1976 im Amt als Attorney General von New Hampshire nach.
Schon 1978 wurde Souter als Richter ans Obergericht (Superior Court) von New Hampshire berufen, und fünf Jahre später, 1983, wurde er Richter am Obersten Gerichtshof des Bundesstaates, dem New Hampshire Supreme Court. US-Präsident George Bush ernannte ihn am 25. Mai 1990 als Richter am Bundesappellationsgerichtshof für den 1. Gerichtskreis. Nach dem Rücktritt von Richter William Joseph Brennan nominierte ihn Präsident Bush noch im selben Jahr als dessen Nachfolger am Obersten Gerichtshof der Vereinigten Staaten. Bei beiden Ernennungen war der Einfluss seines alten Freundes Warren Rudman, inzwischen US-Senator, ausschlaggebend. Der Senat bestätigte Souter mit 90:9 Stimmen im Amt. Von der Presse wurde er als „Tarn-Richter“ (stealth justice) bezeichnet, da seine bisherigen Entscheide keine großen Kontroversen ausgelöst hatten.
1994 wurde Souter in die American Philosophical Society und 1997 in die American Academy of Arts and Sciences gewählt.

## Rechtsprechung

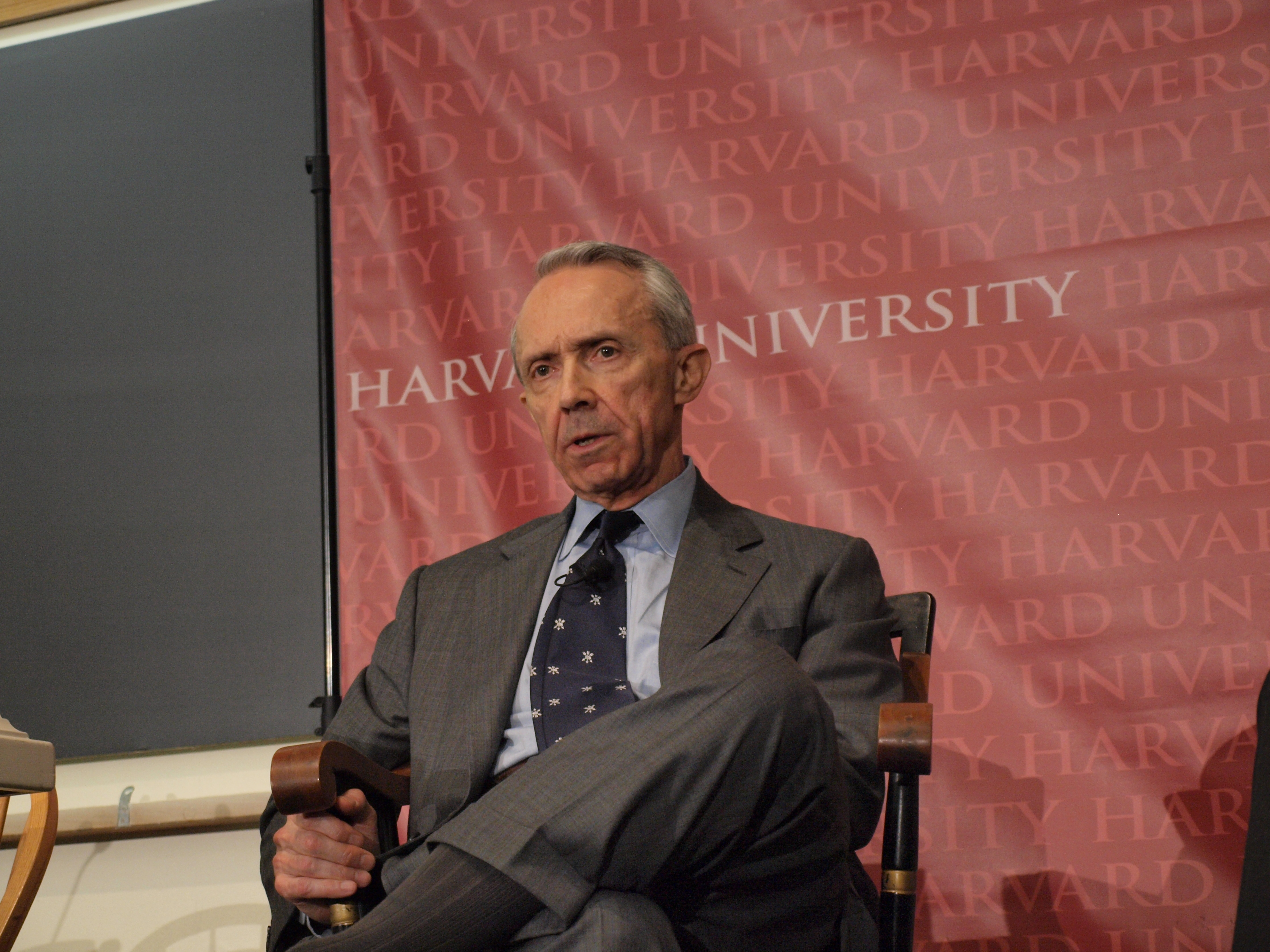
David Souter bei einer Podiumsdiskussion an der Harvard University (2009)

In den ersten Jahren am Supreme Court, 1990–93, zeigte er sich den Versicherungen Präsident Bushs entsprechend als konservativer Richter, aber eher im konzilianteren Stil seines Kollegen Anthony Kennedy im Gegensatz zu Antonin Scalia oder William H. Rehnquist. Ab 1995 tendierte Souters Rechtsprechung mehr in die politische Mitte, und ab 2000 schloss er sich zusehends den linksliberalen Stimmen am Gerichtshof an. Zuletzt galt er zusammen mit Ruth Bader Ginsburg, John Paul Stevens und Stephen Breyer als Teil des linken („liberalen“) Flügels am Gerichtshof. So war er z. B. im Fall Bush v. Gore, der mithalf, die knapp ausgegangene US-Präsidentenwahl des Jahres 2000 zugunsten von George W. Bush zu entscheiden, in der Minderheit. Bei der am 16. April 2008 veröffentlichten Entscheidung Baze v. Rees vertrat Souter, der allgemein als Kritiker der Todesstrafe bekannt war, zusammen mit Ruth Bader Ginsburg die Mindermeinung, dass die in Kentucky angewandte Hinrichtungsart durch die Giftspritze verfassungswidrig sei.
Am 26. Juni 2003 erklärte der Oberste Gerichtshof mit sechs zu drei Stimmen die Sodomiegesetze für ungültig. David Souter vertrat dabei die Mehrheitsmeinung.
Das Beispiel Souters, dessen graduelle Verschiebung des Standpunktes der von Richter Harry A. Blackmun 20 Jahre früher ähnlich ist, hat mit dazu geführt, dass die politischen Interessengruppen bei der Besetzung der einflussreichen Bundesrichterämter in den USA nun viel stärker auf gründlich dokumentierte Positionen (einen track record) der Kandidaten drängen, um die Gefahr solcher Richtungswechsel zu vermeiden. Seine Kandidatur hat dazu beigetragen, dass die früher kaum umstrittene Bestätigung der Bundesrichter durch den Senat stark politisiert wurde.
Sein früher Rücktritt in der ersten Amtszeit von Barack Obama ermöglichte es Obama, Sonia Sotomayor als Nachfolgerin zu benennen.

## Privatleben
Souter, ein lebenslanger Junggeselle, erholte sich durch Bergsteigen und Joggen. Im Jahr 2004 wurde er bei einem Raubüberfall durch vier Jugendliche, die ihn beim Joggen angriffen, leicht verletzt. Dank Souters kräftiger Gegenwehr scheiterte der Überfall.
Am 8. Mai 2025 starb David Souter im Alter von 85 Jahren in Concord, New Hampshire.

## Zitate und Meinungen
Wie der frühere Oberste Richter Rehnquist und Richter Breyer galt Souter als starker Verteidiger der institutionellen Unabhängigkeit des Gerichtshofes. Als Traditionalist lehnte er Fernsehübertragungen der öffentlichen Verhandlungen des Supreme Court ab; dies werde – so Souter – „nur über meine Leiche“ geschehen.
Bekannt sind seine Worte nach seiner Vereidigung als Richter:
„Die erste Lektion, so einfach sie auch klingt, ist: was wir auch tun, an welchem Gericht auch immer, am Ende betrifft unser Handeln Menschen. Ein Menschenleben wird durch unser Tun verändert. Darum liegt es an uns, alle Kräfte unseres Geistes und unseres Herzens einzusetzen, damit wir zum richtigen Ergebnis kommen.“